# 蘇希涅
47°3′2″N 31°13′10″E / 47.05056°N 31.21944°E
蘇希內（烏克蘭語：Сухине）是位於烏克蘭西南部的村莊，由敖德萨州贝雷济夫卡区的新卡利切韋市鎮負責管轄。該村始建於1860年，面積0.43平方公里，海拔高度55米，2001年人口17，人口密度每平方公里39.17人。